# Arcocoseno
In matematica, in particolare in trigonometria, l'arcocoseno è definito come funzione inversa del coseno di un angolo. La funzione coseno non è biiettiva, quindi non invertibile. È possibile, però, applicare un restringimento del dominio e del codominio in modo da renderla sia iniettiva che suriettiva. Per convenzione si preferisce restringere il dominio della funzione coseno nell'intervallo {\displaystyle \left[0,\pi \right]}.

## Notazione
La notazione matematica dell'arcocoseno è {\displaystyle \arccos }; è comune anche la scrittura {\displaystyle \cos ^{-1}}. In diversi linguaggi di programmazione e sulle tastiere di alcune calcolatrici si utilizzano le forme ACOS e ACS.

## Proprietà

Grafico della funzione

L'arcocoseno è una funzione continua e strettamente decrescente, definita per tutti i valori nell'intervallo {\displaystyle \left[-1,1\right]}:
{\displaystyle \arccos \colon \left[-1,1\right]\to \left[0,\pi \right].}
Il suo grafico è simmetrico rispetto al punto {\displaystyle \left(0,{\frac {\pi }{2}}\right)}, essendo {\displaystyle \arccos x=\pi -\arccos \left(-x\right)}.
La derivata della funzione arcocoseno è:

{\displaystyle {\frac {d}{dx}}\arccos x=-{\frac {1}{\sqrt {1-x^{2}}}}.}
La serie di Taylor corrispondente è:
{\displaystyle \arccos x={\frac {\pi }{2}}-\sum _{k=0}^{\infty }{-{\frac {1}{2}} \choose k}(-1)^{k}{\frac {x^{2k+1}}{2k+1}}={\frac {\pi }{2}}-x-{\frac {1}{6}}x^{3}-{\frac {3}{40}}x^{5}-{\frac {5}{112}}x^{7}-\cdots .}
Per via della già descritta simmetria vale la relazione per argomenti negativi:
{\displaystyle \arccos \left(-x\right)=\pi -\arccos x}.
Inoltre è possibile combinare la somma o differenza di due arcocoseni in un'espressione dove l'arcocoseno figura una volta sola:
{\displaystyle \arccos x_{1}+\arccos x_{2}={\begin{cases}\arccos \left(x_{1}x_{2}-{\sqrt {1-x_{1}^{2}}}{\sqrt {1-x_{2}^{2}}}\right)&x_{1}+x_{2}\geq 0\\2\pi -\arccos \left(x_{1}x_{2}-{\sqrt {1-x_{1}^{2}}}{\sqrt {1-x_{2}^{2}}}\right)&x_{1}+x_{2}<0\end{cases}}}
{\displaystyle \arccos x_{1}-\arccos x_{2}={\begin{cases}-\arccos \left(x_{1}x_{2}+{\sqrt {1-x_{1}^{2}}}{\sqrt {1-x_{2}^{2}}}\right)&x_{1}\geq x_{2}\\\arccos \left(x_{1}x_{2}+{\sqrt {1-x_{1}^{2}}}{\sqrt {1-x_{2}^{2}}}\right)&x_{1}<x_{2}\end{cases}}}.

## Applicazioni
In un triangolo rettangolo l'ampiezza in radianti di un angolo acuto equivale all'arcocoseno del rapporto fra il suo cateto adiacente e l'ipotenusa.